# Ісідро-Касанова
Ісі́дро-Касано́ва (ісп. Isidro Casanova) — місто в Аргентині в провінції Буенос-Айрес в окрузі Ла-Матанса. Розташоване у західній частині Великого Буенос-Айреса.

## Опис
Ісідро-Касанова розташоване у західній частині агломерації Великого Буенос-Айреса на повністю урбанізованій території, тому межі міста проходять по вулицях і річці Матанса-Ріачуело. Межує з містами Вілья-Лусур'яга, Сан-Хусто, Сьюдад-Евіта, Рафаель-Кастільйо, Грегоріо-де-Лаферере, Есейса. Має площу 19,52 км². Населення на 2016 рік складає близько 186 тисяч осіб.

## Історія
Місцевість, де нині рощташоване місто Ісідро-Касанова, почала використовуватися німецькими мігрантами у 1850-х роках для розведення і випасу худоби. 1909 року сюди прийшла залізниця, було побудовано парк колій, а 1911 року — залізничну станцію. Згодом 15 травня 1911 року було оголошено датою заснування міста декретом провінційної влади.
Невдовзі після проведення залізниці італійський мігрант Ісідро Касанова збудував тут текстильну фабрику, яка стала основним підприємством поселення. Після смерті Касанови містечко перейменували на його честь.
На 1930-ті роки у поселенні проживало 500 осіб, які мали 150 гектарів орних земель і 5000 голів худоби.
29 серпня 1974 року Ісідро-Касанова отримало статус міста.

## Райони
Місто поділяється на такі райони:
- центр (ісп. Casanova Centro)
- Аталая (ісп. Atalaya)
- Санта-Інес (ісп. Santa Inés)
- Сан-Мігель (ісп. San Miguel)
- західний (ісп. Casanova Oeste)
- Сан-Карлос (ісп. San Carlos)
- Сан-Альберто (ісп. San Alberto)
- Сан-Педро (ісп. San Pedro)